# 張祝珊英文中學
張祝珊英文中學（英語：Cheung Chuk Shan College）創校於1969年，屬政府資助全日制男女文法中學，其校舍座落於香港港島寶馬山山腰雲景道上，為港島傳統名校。
該校於80年代的香港中學會考中誕生不少8A或9A狀元，以出色的公開試成績聞名。1997年，一位學生在香港中學會考考獲全港文科第一名，獲頒尤德爵士紀念基金獎。2002年，一位學生在香港中學會考考獲10A。該校於香港高級程度會考成績保持100%合格率多載，為香港東區之冠。改制後保持水準，2021年香港中學文憑考試（DSE）中，九成學生取得大學入學最低資格（33222），聯招課程取錄比率為93.6%。
該校由五邑工商總會的慈善家所建立，以二十世紀初著名商人張祝珊（1882－1936）命名。張氏為該校前校監張玉麟之父親。

## 校政管理
歷任校監
1. 1969–1979年：張玉麟 先生[2]
2. 1979–2006年：譚愛蓮 女士
3. 2006–2019年：陳錦臺 先生
4. 2019–2022：鄒悅仁 先生
5. 2022-現在：張鉅堂 先生

歷任校長
1. 1969–1976年：羅宗熊 先生[2]
2. 1976–2003年：梁秀志 先生[3]
3. 2003–2013年：阮子琳 先生
4. 2013—2025年：歐振強 先生
5. 2025年 - : 歐陽翊峰先生

## 辦學宗旨
張祝珊英文中學致力提供最優質之教育，藉啟發學生邏輯及創意思維、灌輸高尚品德與審美價值、鍛鍊強健體魄及堅毅意志、培養公民和群體意識。

## 學校資料
學校共有27班，學生人數穩定，約900人。學校無法每年招收5班中一，由於沒有空間容納30班，所以中一班別的數目隔年於4與5之間交替。由創校至今，學校一直用英語教學。除中國語文、中國文學、中國歷史及普通話外，其他科目均以英語授課。
2024年11月11日一位中四男生於學校墜落，原因不明，疑受學業和社交問題困擾，另外有直接傳聞稱死者同時有家庭問題困擾，導致悲劇發生。

## 校歌
校歌的曲及詞為1985年畢業生吳邦瑋女士的作品。

## 校園設施
學校樓高8層，設備完善，為香蕉形建築。全校共有25個課室、2個教室及4個科學實驗室，另設多媒體學習中心、校園電視製作室、電腦室、地理室、音樂室、美術室、家政室、縫紉室、烹飪教室、圖書館、更衣室、室外運動場及附有攀石牆的室內操場。學校禮堂、課室及特別室均有空氣調節。設小食部，供應商為紅樹林（美心）。

## 校服
張祝珊英文中學的男生在冬季和夏季均須繫上領呔，為香港少數要求學生在夏季必須打呔的中學。

## 著名/傑出校友
政治、法律界
- 許曉暉，SBS，JP（1990年中五）：已故前民政事務局副局長
- 許正宇，GBS，JP：財經事務及庫務局局長
- 鄭達鴻：北角丹拿選區民選議員
- 許天福：律師
- 談雅然：律師
- 彭寶琴：法官
- 馮煒光（1981年中七）：前任香港政府新聞統籌專員[5]

商業、金融界
- 方文雄（1974年中四）：協成行發展有限公司董事總經理、第十三届全国政协委员[6]
- 連敬涵：AMTD證券及資產管理業務總經理
- 劉清揚：時裝品牌“Chictopia”創辦人

教育界
- 許承恩：前基督教宣道會宣基中學副校長
- 許思明（1993年中五）：數學科補習天王
- 許湧鐘：前皇仁舊生會中學校長
- 李鎮洪：前協恩中學校長
- 吳大琪：香港科技大學理學院副院長及物理學教授香港資優教育學苑院長
- 曾啟文：前華英中學校長，浸信會沙田圍呂明才小學校董

社會事務
- 盧思騁：香港十大傑出青年（2010年）
- 龐一鳴：「一世唔幫襯大地產商」發起人
- 謝梓華：前無國界醫生香港辦事處主席

體育界
- 黃逸豪（又名黃俊焜）：前香港游泳代表隊成員、俊盈游泳會Kurt Swimming Club創辦人

演藝、傳媒界
- 周思中：獨立媒體創辦人之一
- 黃凱芹：粵語流行曲唱作人
- 蔡志恩：NOW娛樂新聞主持
- 馮翰銘：歌手、監製、編曲人
- 許耀斌：前商台節目主持人（Law少）
- 林其欣：前電視台唱片騎師
- 林慧韡：網路紅人（達哥）、遊戲公司達魂製作行政總裁
- 梁栢堅（1993年中五）：粵語流行曲填詞人
- 唐崇政：饒舌歌手
- 王菀之：粵語流行曲唱作人
- 楊詩敏（蝦頭）（1993年中五）：電視台演員
- 高翰文（1977年中四）：舞台劇演員[7]
- 顏志恒：香港男歌手及演員，無綫電視歌唱選秀節目《中年好聲音》第五名、無綫電視經理人合約藝員。
- 蔡誌恩：無綫電視藝人，前有線新聞及無綫新聞主播[8]
- 卓翔：電影導演

## 外部連結
- 張祝珊英文中學校方網頁 （页面存档备份，存于）
- 張祝珊英文中學家長教師會 （页面存档备份，存于）
- 張祝珊英文中學舊生會 （页面存档备份，存于）
- 張祝珊英文中學校友基金
- 張祝珊英文中學海外舊生連結

22°17′09″N 114°11′45″E / 22.28597°N 114.1959°E